# Megacephalacris
Megacephalacris is een geslacht van rechtvleugeligen uit de familie Romaleidae. De wetenschappelijke naam van dit geslacht is voor het eerst geldig gepubliceerd in 1971 door Descamps & Amédégnato.

## Soorten
Het geslacht Megacephalacris omvat de volgende soorten:
- Megacephalacris gladiator Descamps & Amédégnato, 1971
- Megacephalacris pugnax Gerstaecker, 1873